# Улица Пикола
Улица Пи́кола (латыш. Pīkola iela) — улица в Видземском предместье города Риги, в микрорайоне Тейка. Проходит от улицы Буртниеку до улицы Кегума.
Общая длина улицы составляет 567 метров. На всём протяжении имеет асфальтовое покрытие. Общественный транспорт по улице не курсирует.

## История
Улица Пикола появилась в 1929 году (первоначально проектировалась от улицы Таливалжа) при застройке жилого района «Savs stūrītis» (рус. «Свой уголок»). Название улицы происходит от имени прусского бога подземного мира Пиколса. Переименований улицы не было.

## Примечательные здания
- Жилой дом № 51 (постройки 1937 г.) является охраняемым памятником архитектуры местного значения[3].

## Прилегающие улицы
Улица Пикола пересекается со следующими улицами:
- Улица Буртниеку
- Улица Лаймдотас
- Улица Кегума